# Francis Etouké
Francis Joseph Mbondjo Etouké (* 12. August 1975 in Douala, Kamerun) ist ein deutscher Fußballtrainer und ehemaliger Fußballspieler. Etouké spielte als Stürmer für den VfL Bochum II in der Fußball-Regionalliga Südwest, in der türkischen Süper Lig und der indonesischen Liga 1. Seit 2005 ist er Trainer und betreute unter anderem die U-17-Mannschaft des MSV Duisburg.

## Leben
Francis Etouké wurde als Sohn des Versicherungskaufmannes Mbondjo Ndoume Emmanuel Etouké und seiner Ehefrau Mbondjo Ndoume Kwedi in der kamerunischen Hafenstadt Douala geboren. Er lebte bis zum 19. Lebensjahr in Douala, 1994 wanderte er mit seiner Familie nach Frankreich aus und legte dort am Lycee Jacques-Jacar Jaures in Paris sein Abitur ab. Über einen Spielervermittler kam Etouké dann 1996 nach Deutschland. Er spielte in verschiedenen Klubs, 2002 wechselte er in die erste türkische Liga und kehrte 2002 nach Deutschland zurück. 2004 erlitt Etouké einen Kreuzbandriss und musste lange pausieren. Seine letzte Station als Spieler war dann in Indonesien. 2009 kam er nach Deutschland zurück und arbeitet seitdem als Trainer, Sportlehrer und im Personal Training. Etouké verfügt über die DFB A-Lizenz, B-Lizenz und C-Lizenz sowie über die A-Lizenz für Medizinisches Fitnesstraining.

## Spielerkarriere
Etouké begann mit dem Fußballspielen im Alter von acht Jahren in seiner Heimat Kamerun. Seit erster Verein war die Kadji Sport Academy de Douala, 1990 wechselte er zu Stade de Bonaberi.
Bereits mit 16 stand Etouké im Kader vom Caïman Club de Douala und wurde zum größten Talent und besten Nachwuchsspieler der ersten Liga in Kamerun gewählt. Mit 18 war er Kapitän seines Teams. 1993 wechselte Etouké zum Top-Club und Traditionsverein der Liga 1 Union Sportive de Douala.
1996 unterschrieb Etouké seinen ersten Profi-Vertrag in Deutschland und wurde für seine Leistungen beim SuS 09 Dinslaken in der Fußball-Oberliga Nordrhein zum besten Spieler des Jahres im Revier gewählt.
Von 1998 bis 2000 stand Etouké beim Zweitligisten VfL Bochum unter Vertrag und hatte dort die meisten seiner Einsätze in der zweiten Mannschaft in der Fußball-Regionalliga Südwest.
2000 erhielt er ein Angebot vom türkischen Erstligisten Adanaspor und spielte dort bis 2001. Er wurde in fünf Spielen der Süper Lig eingesetzt.
Für die folgende Saison kehrte Etouké verletzungsbedingt nach Deutschland zurück, hielt sich bis zu seiner völligen Genesung beim Reyther Spielverein und beim Bonner SC fit. 2003 unterschrieb er einen Vertrag bei Alemannia Aachen und kam dort bei den Amateuren zum Einsatz. 2004 erlitt er beim Training einen Kreuzbandriss und musste lang pausieren. Seine letzte Saison spielte Etouké 2005–2006 in der ersten Indonesischen Liga beim Traditionsverein PSS Sleman.